# Eliminatoria Africana Sub-16 1987
La Eliminatoria Africana Sub-16 1987 contó con la participación de 18 selecciones infantiles de África que disputaron 3 plazas para la Copa Mundial de Fútbol Sub-17 de 1987.
Costa de Marfil, Nigeria y Egipto fueron quienes obtuvieron la clasificación al mundial representando a África.

## Primera Ronda
| Equipo 1        | Agr.            | Equipo 2 | Ida   | Vuelta |
| --------------- | --------------- | -------- | ----- | ------ |
| Costa de Marfil | 2 – 2 (p 4 – 3) | Togo     | 1 – 1 | 1 – 1  |
| Lesoto          | w/o             | Mauricio | –     | –      |
| Etiopía         | w/o             | Sudán    | –     | –      |
| Camerún         | w/o             | Gabón    | –     | –      |
| Ghana           | w/o             | Benín    | –     | –      |
| Liberia         | w/o             | Gambia   | –     | –      |

## Segunda Ronda
| Equipo 1        | Agr.      | Equipo 2 | Ida   | Vuelta |
| --------------- | --------- | -------- | ----- | ------ |
| Ghana           | 1 – 1 (a) | Nigeria  | 1 – 1 | 0 – 0  |
| Túnez           | 0 – 1     | Argelia  | 0 – 1 | 0 – 0  |
| Liberia         | 1 – 2     | Guinea   | 1 – 1 | 0 – 1  |
| Costa de Marfil | 3 – 3 (a) | Camerún  | 2 – 0 | 1 – 3  |
| Egipto          | w/o       | Etiopía  | 3 – 0 | w/o    |
| Zambia          | w/o       | Lesoto   | –     | –      |

## Tercera Ronda
| Equipo 1 | Agr.  | Equipo 2        | Ida   | Vuelta |
| -------- | ----- | --------------- | ----- | ------ |
| Egipto   | 2 – 1 | Argelia         | 0 – 0 | 2 – 1  |
| Guinea   | 1 – 3 | Costa de Marfil | 1 – 0 | 0 – 3  |
| Nigeria  | w/o   | Zambia          | –     | –      |

## Clasificados al Mundial Sub-17
| - Costa de Marfil | - Egipto | - Nigeria |